# Scaptodrosophila plumata
Scaptodrosophila plumata är en tvåvingeart som först beskrevs av Singh 1976.  Scaptodrosophila plumata ingår i släktet Scaptodrosophila och familjen daggflugor. Inga underarter finns listade i Catalogue of Life.